# Frémontiers
Frémontiers (picardisch: Frémontyi) ist eine nordfranzösische Gemeinde mit 166 Einwohnern (Stand 1. Januar 2022) im Département Somme in der Region Hauts-de-France. Die Gemeinde liegt im Arrondissement Amiens und gehört zum Kanton Ailly-sur-Noye.

## Geographie
Die Gemeinde mit dem westlich gelegenen Ortsteil Uzenneville liegt rund sechs Kilometer östlich von Poix-de-Picardie im Tal der Évoissons.

## Geschichte
In Frémontiers standen ein Kloster, an das noch das Suffix -montiers im Gemeindenamen erinnert, und zwei Schlösser. Von diesen haben sich nur Spuren erhalten. Im Deutsch-Französischen Krieg war der Ort 1870/71 von deutschen Truppen besetzt.

## Einwohner
| 1962 | 1968 | 1975 | 1982 | 1990 | 1999 | 2006 | 2010 |
| ---- | ---- | ---- | ---- | ---- | ---- | ---- | ---- |
| 164  | 163  | 165  | 141  | 146  | 180  | 172  | 147  |

## Sehenswürdigkeiten
- 1931 als Monument historique klassifizierte Kirche Saint-Pierre, die zu einem Benediktinerpriorat gehörte, das der Abtei Saint-Germer-de-Fly unterstand (Base Mérimée PA00116161)
- Wassermühle an den Évoissons aus der Zeit um 1800, 1990 als Monument historique eingetragen (Base Mérimée PA00116275)

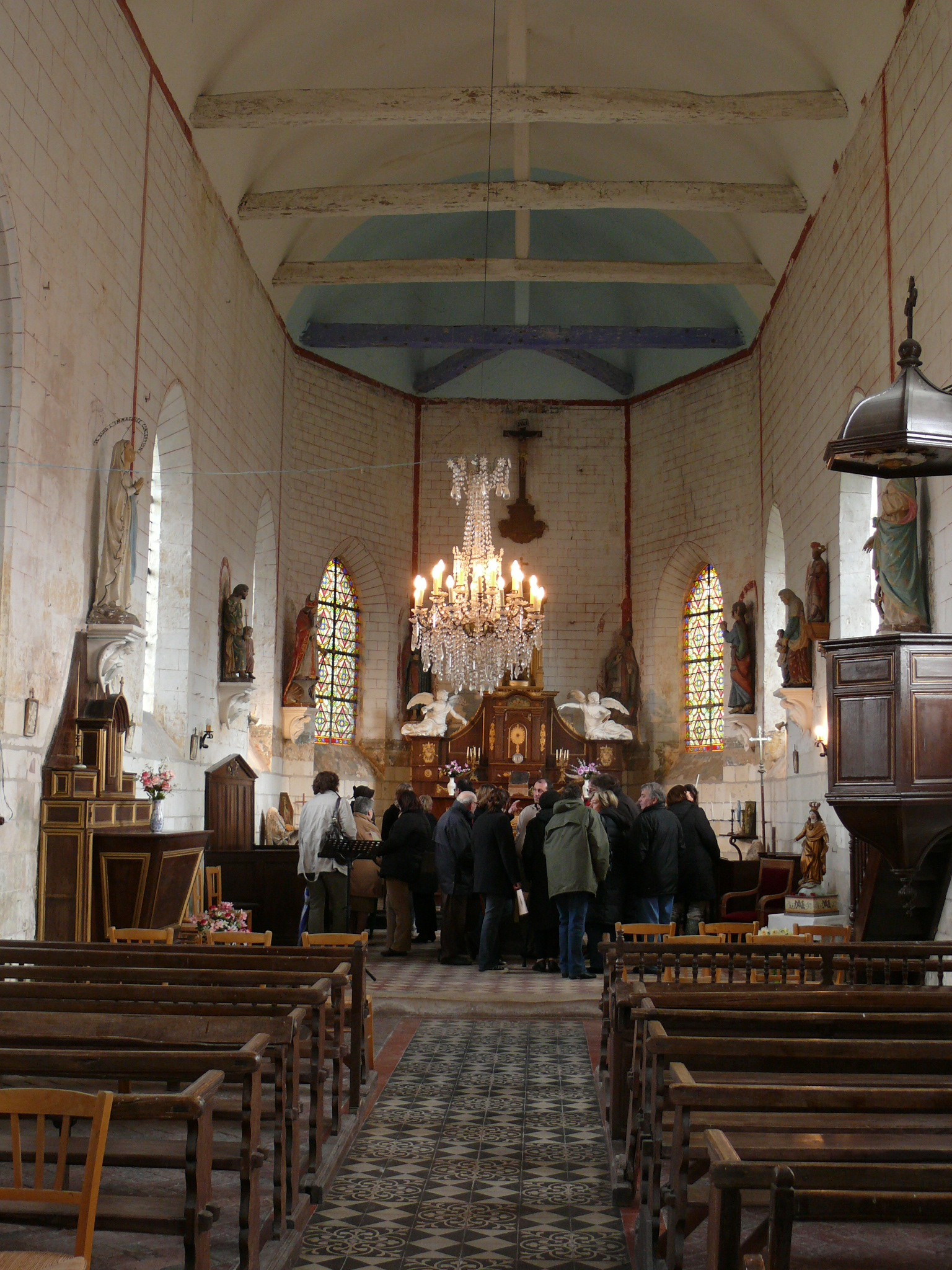
Innenansicht der Kirche Saint-Pierre
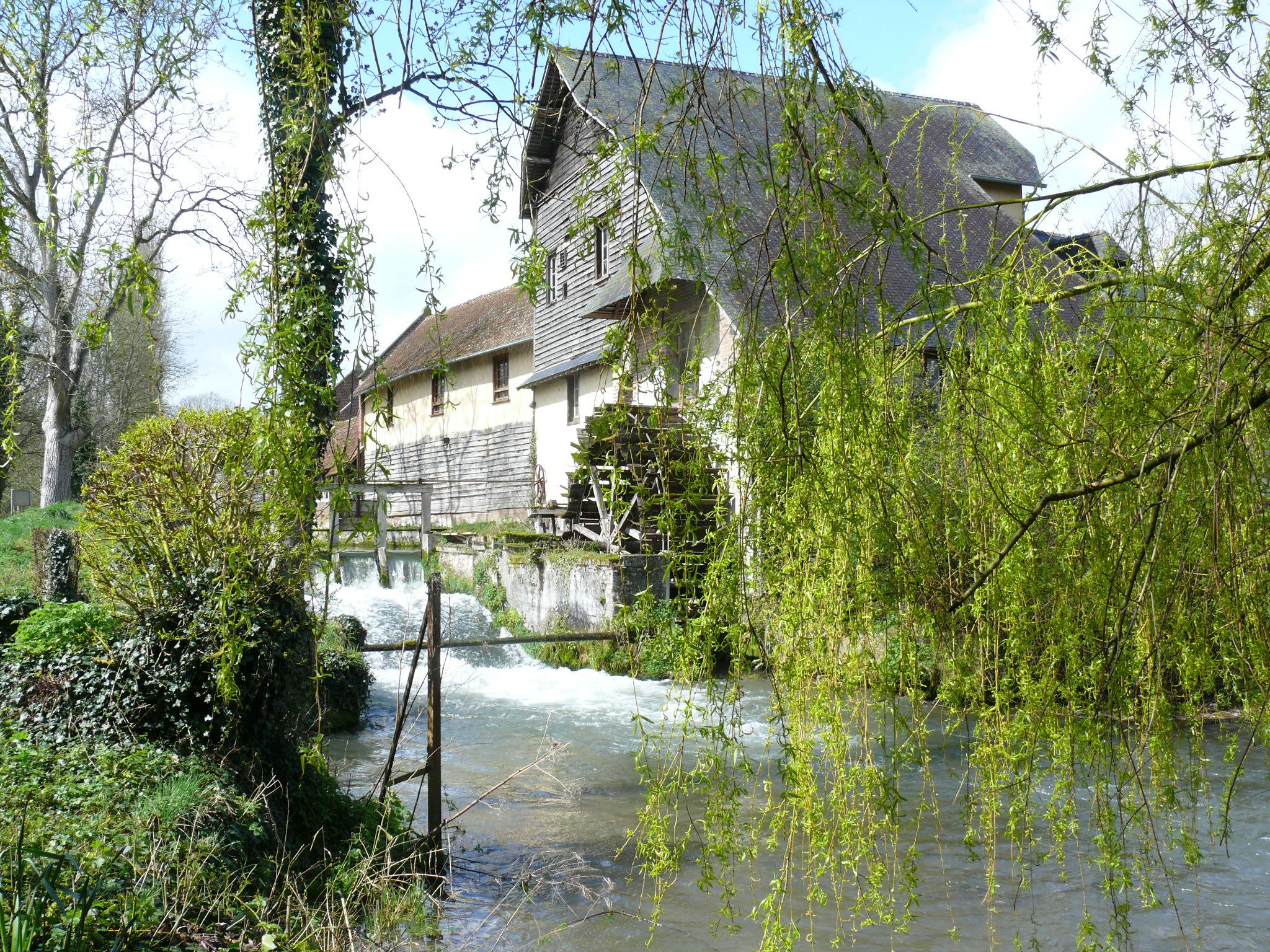
Wassermühle